# 셔터스톡
셔터스톡(Shutterstock)은 뉴욕에 본사를 두고 있는 스톡 포토 사이트 및 그 운영 회사이다. 전 세계에서 접수된 5,000만 컷 이상의 사진, 일러스트, 동영상을 디자이너와 일반 사용자용으로 모두 로열티가 없는 이미지로 판매하고 있다.

## 역사
2003년 스스로 3만 점의 이미지를 제작, 소유하고 있던 존 오린저(Jon Oringer)에 의해 회사가 설립된다. 이후 다른 작가의 작품도 취급하게 된다. 다른 동종업자가 시작하기 전에 먼저 "서브스크립션"이라 불리는 이미지 라이센스 판매 방식을 도입했다. (고정된 월별 또는 연간 요금으로 하루 25매 또는 한달 750매까지 구입하는 방식) 2006년에는 사진 뿐만 아니라 동영상도 "서브스크립션"방식 판매를 시작하였다.
셔터스톡이 시작한 "서브스크립션" 라이선스 판매는 고정 요금으로 이미지를 사용하고 싶었던 많은 고객에게 지지를 얻어 매출, 판매량 모두 급성장하였다. 그 후 경쟁사도 셔터스톡을 따라 "서브스크립션" 방식을 도입하게 된다.
2008년에는 "온디맨드"라는 이름으로 계약 후 1년간 언제든지 이미지를 선택하고 다운로드 할 수 있는 서비스를 유저에게 제공하기 시작하였고 2009년에는 BigStockPhoto사를 인수하였다. (브랜드명은 BigStockPhoto에서 변함없음) 2012년 10월. 뉴욕 증권 거래소에 상장하였다.
2015년 4월 말 셔터스톡은 하루 25컷 다운로드 방식에서 한 달에 750매 다운로드 방식으로 서브스크립션 플랜을 변경하였다. 이로 인해 하루에 다운로드 받을 수 있는 수량이 무제한으로 풀렸으며, 750컷까지 다운로드 다운로드 가능하다. 더불어 무제한 재다운로드(Unlimited Re-download)기능이 추가되어서 기존에 다운받았던 이미지, 벡터, 일러스트 등을 다시 다운로드 받을 수 있다. 이는 현 서브스크립션 이용자 뿐만 아니라 기존에 가입했다가 지금은 이용하지 않은 모든 유저가 사용할 수 있는 기능이다.

## 구매자
셔터스톡 고객은 전 세계 광고 대행사, 디자이너, 미디어 등의 업계에서부터 중소기업까지 다양하다.

## 글로벌 전개
셔터스톡은 200개국, 70,000명의 작가로부터 작품을 위탁 받아 한국어를 포함한 세계 20개 국어로 이미지 검색과 구입이 가능한 시스템을 구축하고 전 세계 유저에게 라이센스를 판매하고 있다.

## 같이 보기
- 123RF